# Thrixspermum raciborskii
Thrixspermum raciborskii är en orkidéart som beskrevs av Johannes Jacobus Smith. Thrixspermum raciborskii ingår i släktet Thrixspermum och familjen orkidéer. Inga underarter finns listade i Catalogue of Life.